# خودشکوفایی
خودشکوفایی (به انگلیسی: self-actualization) اصطلاحی در روان‌شناسی انسان‌گرایانه و به معنی محقق ساختن حداکثر توانایی‌های بالقوهٔ فرد توسط خودش است.
خودشکوفایی به این پدیده اشاره دارد که انسان‌ها تمایل دارند فراتر از نیازهای اولیه خود یعنی همان نیازهایی که در هرم سلسله مراتب نیازهای مزلو فهرست شده پیشرفت کنند.
انسان‌ها می‌کوشند از طریق خودشکوفایی، از امکانات به شیوه‌ای بهینه استفاده کرده و تمامی استعدادهای پنهان خود را شکوفا کنند، حال این استعدادها هر چه می‌خواهد باشد. همان‌طور که آبراهام مزلو بیان می‌دارد: «آنچه آنسان می‌تواند باشد، باید بشود».

## معیارهای خودشکوفایی
به باور آبراهام مزلو، انسان خودشکوفا و برخوردار از سلامت روانی باید این معیارها را رعایت کند:
- نامعلوم بودن آینده را تحمل کند و واقعیات را به صورتی کارآمد مشاهده و مطالعه کند
- خود و دیگران را همان‌طور که هستند بپذیرد
- رفتار و اندیشه‌ای خودجوش داشته باشد و دائماً در حال کنترل و رعایت تعارفات و قید و بندهای تحمیل‌شده از سوی محیط نباشد.
- به جای خودمحور بودن، مسئله‌محور باشد (به دنبال راه حل مسائل باشد)
- اهل شوخی و خنده باشد.
- فعالیت زیادی داشته باشد.
- زیر بار ارزش‌ها و رفتارهایی که فرهنگ غالب از او طلب می‌کند نرود اما به‌طور عمدی هم به دنبال غیرمتعارف بودن نباشد.
- دغدغه بهبود زندگی بشریت را داشته باشد.
- ارزش تجربیات ساده زندگی را به خوبی بداند
- به جای داشتن تماس‌های زیاد با افراد بسیار، رابطه‌ای عمیق و رضایت‌بخش با چند نفر ایجاد کند
- نگاهی منطقی به زندگی داشته باشد.

## انتقادهای وارد شده به خودشکوفایی
جامعه‌شناس و فیلسوف آلمانی اکسل هونِت اعتقاد دارد که این ایده که جواب همه چیز درون من است و هدف زندگی خودشکوفایی است، در دهه ۱۹۶۰ می‌توانست جذاب باشد چرا که در آن زمان دلیل خوبی برای رهایی از جامعه خشک و سفت و سختی بود که محدودیت‌های غیرضروری زیادی بر رشد و توسعه افراد اعمال می‌کرد. هونِت می‌گوید که این توجه به درون در آن زمان مقاومت مشروعی در برابر سیستم (پدرسالاری، سرمایه‌داری و...) بود اما به مرور زمان تبدیل به بنیان‌هایی شد که همان سیستم از آن مشروعیت می‌گیرد. جامعه مصرفی پست مدرن امروزی افرادی را تربیت می‌کند که منعطف و قابل تغییرند و همیشه از لحاظ ذهنی درگیر پیدا کردن خودشان و پرورش خود هستند. تغییر نکردن در چنین جامعه مبتنی بر رشد و مصرف، مخالفت با سیستم است. سونامی خودشکوفایی به برآوردن تقاضای بازار برای نیروی کار زیردست و منعطف کمک کرده است و به همین علت است که در ۵۰ سال گذشته انواع تئوریهای سازمانی و مدیریت با محور انسان کامل، منابع انسانی و خودشکوفایی از طریق کار مطرح شدند. خودشکوفایی دیگر یک ایده رهایی بخش نیست. در عوض شامل پذیرش این ایده است که خود درونی باید پرورش یابد آن هم به روشی که به محل کار شما سود برساند. این روزها مقاومت واقعی در برابر سیستم شامل درون نگری نیست بلکه در رد این مفهوم و یافتن راهی برای زندگی با خودتان است. جمله من نیازی ندارم خودم را پرورش دهم به ندرت در جلسات مرور عملکرد گفته می‌شود زیرا گستاخی و نافرمانی به حساب می‌آید.